# Emil Mårtensson
Emil Mårtensson, född 9 januari 1985 i Trelleborg, är en svensk före detta fotbollsspelare. 
Han gjorde debut i Allsvenskan 2004 när TFF trillade ur Allsvenskan. 2006 var han med och förde TFF tillbaka till Allsvenskan då laget vann Superettan i överlägsen stil. Åren därpå följdes av några få allsvenska matcher, främst inhopp, och där en korsbandsskada höll Mårtensson borta under närmare ett år. Sitt sista allsvenska framträdande var i förlustmatchen på bortaplan mot Gefle.
Mellan 2010 och 2012 spelade Mårtensson i Karlstad BK där laget avancerade från division 2 under första året och laget blev ett mittenlag både 2011 i Norrettan och i Söderettan 2012 
Mårtensson till division 3-klubben IFK Trelleborg. Första säsongen gjorde han sju mål på 22 matcher. Säsongen 2014 gjorde Mårtensson återigen sju mål, denna gången på 20 matcher. Säsongen 2015 gjorde han åtta mål på 20 matcher. Säsongen 2016 gjorde han sju mål på 17 matcher. Efter säsongen 2016 avslutade Mårtensson sin fotbollskarriär.